# Takamiszakari Szeiken

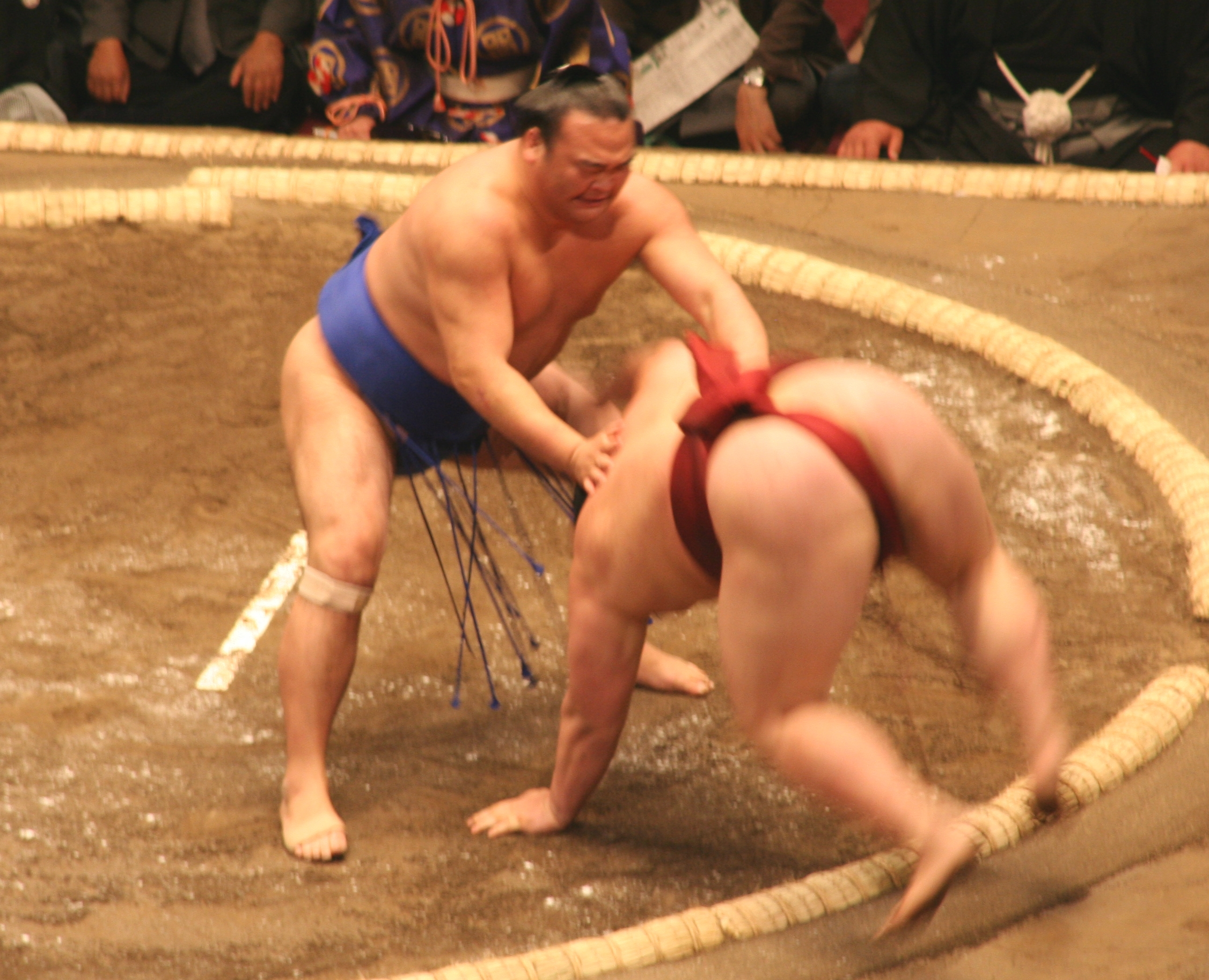
Takamiszakari Kaszugaó ellen 2007 májusában

Takamiszakari Szeiken (高見盛 精彦, nyugaton Takamisakari Seiken, eredetileg 加藤 精彦, Kató Szeiken) (Aomori prefektúra, Japán, 1976. május 12.) japán szumóbirkózó, legmagasabb elért rangja komuszubi.
Profi karrierjét a japán szumó alacsonyabb osztályait átugorva a makusitában kezdte 1999. márciusban. A második legrangosabb dzsúrjó osztályba 2000. januárban került fel, nevét ekkor változtatta Kaióról Takamiszakarira. Három tornával később, júliusban elérte a makuucsit is. Szeptemberben a jokodzuna Akebono vezette ceremóniában cujuharaiként a két segítő egyike lehetett, azonban a harmadik napon lesérült, és a novemberi, illetve a januári tornát is ki kellett hagynia, amiért végül visszasorolták a fizetést nem, csak élelmet és szállást biztosító makusita osztályba. A makuucsit újra 2002 márciusára érte el. Szeptemberben előléptették komuszubivá, de egy torna múltán vissza is minősítették maegasirává, és bár 2003 novemberében szintén komuszubiként küzdhetett a tornán, rangját akkor sem sikerült megtartania.
Takamiszakari igen népszerű, minden mérkőzése előtt hivalkodón végigütögeti a testét és nagy marék sót szór a dohjóra. A hétköznapokban szemüveget visel, de a tornákon meg kell tőle válnia – ez magyarázza hunyorgó tekintetét, ami különös arckifejezést kölcsönöz neki. Ha nyer, a meccs után fejét magasra emelve, mosolyogva lépdel ki a pályáról. Ha veszít, kifelé menet fejét lehajtja és szemeit a földnek szegezi. Japánban, ahol az érzelmek elfojtása a norma, mindezzel igen egyedi képet tudott kialakítani magáról, és viszonylag alacsony rangja ellenére is a közönség egyik kedvencének számít.